# Porte-manteau (office)
Pour les articles homonymes, voir Portemanteau.
Un porte-manteau est un officier de la cour du roi de France, membre de la Maison du Roi, sous l’Ancien Régime.

## Fonctions
Les porte-manteaux servaient par quartier. Celui qui était « de jour » devait suivre le roi partout où celui-ci pouvait avoir besoin de ses services : « Il ne quite guères S. M. quelque part qu’elle aille, qui peut avoir besoin de lui en différentes rencontres, pour aller quérir ou reporter à la garde-robe plusieurs choses, comme pour changer de chapeau, de gants, de canne, de mouchoir, de cravate, pour prendre un cor de chasse, un manchon, etc. Quand le roy marche en voyage et par la campagne, quand il sort pour chasser, faire des revues, ou se promener ; quand, par un mauvais temps, il traverse à pied ou à cheval quelque lieu découvert, et en plusieurs rencontres où le porte-manteau prévoit que le roy aura besoin de son manteau, en un mot sitôt que le roy sort de ses appartements et marche à découvert, quand il ne ferait que traverser les cours, ou se promener dans les jardins, le porte-manteau va prendre à la garde-robe le manteau de S. M. et se tient près d’elle pour le lui donner en cas où elle le lui demanderait. — À certaines cérémonies où le roy a un manteau de parade, comme au bal, toutes les fois qu’il veut le quitter ou reprendre, c’est au porte-manteau à le lui ôter ou remettre sur les épaules, en l’absence du grand chambellan, d’un premier gentilhomme de la chambre ou du grand-maître de la garde-robe, le porte-manteau étant obligé de garder toutes les hardes que le roi quitte pour les reprendre quelque temps après, pendant toute la journée ; par exemple, son épée, ses gants, son chapeau, son manchon, sa canne et autre chose, et d’être toujours prêt à les lui rendre. Ils ont entrée presque partout où le roi va.
L’on a dit pour les reprendre quelque temps après ; car si le roi quittait ses hardes pour ne les plus reprendre de la journée, elles demeureraient aux officiers de la garde-robe sans que le Porte-manteau s’en chargeât., Le roi faisant donner le deuil à quelques-uns de ses officiers, les porte-manteaux sont les premiers à l’avoir, même dans les deuils qui ne sont pas si généraux. »
Les porte-manteaux portaient aussi l’épée du roi quand il marchait à pied en souliers et en bas de soie, ou quand il montait en carrosse à deux chevaux seulement ; mais s’il montait à cheval avec des éperons, ou en carrosse a six ou huit chevaux, la garde de l’épée appartenait à l’écuyer de service.
Les portemanteaux avaient un autre genre de fonctions : « Quand le roy joue à la paume, ils présentent d’une main les balles a S. M. et gardent son épée de l’autre. Ils doivent tenir compte de ces balles, et c’est aussi eux qui arrêtent toujours les parties du maître du jeu de paume pour les parties qui s’y font tandis que le roy joue, parce que le roy paie toujours tous les frais de ce jeu, qu’il gagne ou qu’il perde. Et après que S. M. a joué, le porte-manteau doit avoir soin de faire donner, par le maître du jeu de paume, à tous les officiers de la chambre ou de la garde-robe qui sont là pour le service du a roy, une collation honnête. Quand le roy fait jouer en sa présence, il paie aussi tous, les frais, quoiqu’il ne joue pas. »

## Émoluments
Le porte-manteau touchait annuellement 660 livres de gages sur l’état de la maison du roi et 120 livres de gratification sur le trésor royal. Ces officiers avaient « bouche à Cour », c’est-à-dire que, étant de quartier, ils étaient nourris aux frais du roi, à la table des valets de chambre, et leur valet mangeait la desserte.

## Privilèges
La fonction de porte-manteau n’était, en réalité, qu’un emploi de haute domesticité, mais le fait qu’il rapprochait à chaque instant celui qui l’occupait de la personne du roi lui donnait, sous l’Ancien Régime, un caractère des plus honorables. Comme cette fonction permettait de choisir le moment favorable pour parler au roi et partant, de solliciter des faveurs et des grâces, ceux qui en étaient titulaires jouissaient, d’une réelle importance à la cour. Servant toujours l’épée au côté, les porte-manteaux avaient le privilège, quand ils n’étaient pas nobles, de se qualifier d’« écuyers ». En 1643, des querelles de préséance entre ceux-ci et les écuyers ayant donné lieu à un gros différend, il ne fallut rien de moins qu’une délibération en Conseil pour les régler. Les porte-marteaux avaient également été déclarés exempts du droit de franc-fief, par arrêt du 15 mai 1778.